# Pádraig MacKernan
Pádraig MacKernan (* 24. April 1940 in Limerick; † 25. Januar 2010) war ein irischer Diplomat.

## Leben
MacKernan besuchte das Crescent College und studierte ab 1959 am University College Galway. 1962 erhielt er seinen Bachelor of Arts mit Auszeichnung. Danach setzte er sein Studium an der Sorbonne und der Bibliothèque nationale de France in Paris fort und erhielt hierfür 1963 einen Master of Arts mit Auszeichnung.
Im Jahr 1964 begann er im diplomatischen Dienst des irischen Außenministeriums zu arbeiten. Bereits ein Jahr später wurde er als Vizekonsul am irischen Konsulat in Boston tätig. 1968 wechselte er an das irische Generalkonsulat in New York City. 1974 kehrte er nach Dublin zurück. 1985 erfolgte seine Ernennung zum irischen Botschafter in den Vereinigten Staaten mit gleichzeitiger Akkreditierung als nicht-residierender Botschafter für Mexiko. In dieser Rolle warb er in Washington, D.C. für das Anglo-Irish-Agreement. 1991 wurde MacKernan der irische Botschafter bei der Europäischen Union und vertrat sein Land bei den Verhandlungen zum Maastricht-Vertrag. Als er 1995 nach Dublin zurückkehrte, wurde er Generalsekretär im Außenministerium. In seine Amtszeit fallen die Eröffnungen von mehr als 20 diplomatischen Vertretungen in Europa, Südamerika und Asien. Im Jahr 2001 wechselte er auf den Posten des Botschafters in Frankreich und bekleidete diesen bis 2005, als er in den Ruhestand ging. In Anerkennung seiner Leistungen für die französisch-irischen Beziehungen wurde ihm der Ordre national du Mérite verliehen.
Im Juni 2009 wurde MacKernan die Ehrendoktorwürde des University College Galway verliehen. Er war verheiratet und hatte drei Söhne.